# Азизие джамия
Азизие джамия е джамия на улица „Ангел Георгиев“ във Варна.
Датата на построяването ѝ не е изяснена. Представлява ниска еднопространствена джамия, със скатен покрив, в средата на малък двор. На западната стена, вдясно от входа се издига минарето. Самото минаре е с квадратна основа, която след нивото на джамията преминава в кръг. На върха, конзолно изнесено е шерефето – балкона от който мюеззина призовава мюсюлманите на молитва. След Деветосептемврийския преврат, както и множество други храмове джамията е оставена неподдържана, вследствие на което през 1976 г. се срутва покривът ѝ. Ремонт е започнат през 1990 г., а редовни молитви започват да се четат след 1992 г.